# Barbat na Rabu
Barbat na Rabu je naselje na otoku Rabu. Administrativno naselje pripada gradu Rabu, Primorsko-goranska županija.

## Zemljopisni položaj
Nalazi se na jugozapadu otoka, nasuprot otoku Dolinu, od kojega ga dijeli Barbatski kanal.
Najbliže naselje je Banjol (2 km sjeverozapadno).

## Stanovništvo
Prema popisu iz 2001. godine, naselje je imalo 1251 stanovnika.
| broj stanovnika | 424   | 598   | 669   | 711   | 719   | 820   | 820   | 1019  | 1128  | 1238  | 920   | 952   | 980   | 1055  | 1205  | 1242  | 1140  |
|                 | 1857. | 1869. | 1880. | 1890. | 1900. | 1910. | 1921. | 1931. | 1948. | 1953. | 1961. | 1971. | 1981. | 1991. | 2001. | 2011. | 2021. |

## Znamenitosti
Ranobizantska utvrda sv. Kuzme i Damjana iz 6. st. smještena je na obroncima Kamenjaka, na brdu sv. Damjana u Barbatu. Od nje su ostale ruševine. Sklop površine 4.2 ha sastojao se od crkve, stambenih i vojnih građevina, cisterne, glavnog ulaza i zidina ponegdje ojačanih kontraforima. Utvrda je iz doba Justinijanove rekonkviste ovog dijela jadranske obale u prvoj polovini 6. st. Tlocrt utvrde u obliku je nepravilna trokuta, čiji se sjeverozapadni vrh nalazi na vrhu brda, zapadno lice spušta se niz strmiju stranu brijega prema jugu, dok istočno prati blažu kosu po gotovo uvijek istoj izohipsi. Dvije stranice spojene su južnim licem utvrde u nepravilnim i na više mjesta lomljenim kutovima. Najbolje je sačuvano zapadno lice utvrde na mjestima i više od 4 m s pet ojačavajućih kontrafora zaobljena završetka. Ostali su zidovi znatno manje sačuvani, južni do visine od 3 m. Debljina iznosi oko 1 m na južnoj i istočnoj strani, dok je zapadni debeo čak 2 m. Jugozapadni kut na kojemu se vjerojatno nalazila kula posve je porušen. Od glavnog ulaza sačuvao se i dio polukružnog luka kojim je bio nadvišen, zidan od sedre. Vrata su s lijeve i desne strane na vanjskom licu bila flankirana moćnijim kontraforima. Sačuvani su ostaci odvojenih prostorija od 3 do 5 m visine, te u sjeveroistočnom dijelu pravokutne cisterne koja je bila presvođena bačvastim svodom od sedre. Središnja građevina unutar utvrde svakako je bila crkva, jednobrodna sa širokom polukružnom apsidom na istočnoj strani. Sjeverni i južni zid su djelomično, a pročelje je u cijelosti porušeno. U tjemenu apside nalazi se bifora s lukovima zidanima od sedre, naknadno zazidana. Pregradnja crkve i još nekih dijelova nekadašnje utvrde provedena je krajem 12. ili početkom 13. st., a crkvica je posve napuštena sredinom 19. st. kad počinje proces urušavanja. Ova je utvrda jedan od najvećih kastrona koji je u sebi sadržavao obrambene, nadzorne i refugijske funkcije. Jedna je u nizu veličanstvenog sustava fortifikacija koje je dao izgraditi za nadzor granice Bizanta Justinijanov vojskovođa Belizar.